# RFU Championship 2011-12
La RFU Championship 2011-12 fue la vigésimo quinta edición del torneo de segunda división de rugby de Inglaterra.

## Primera fase
| Pos. | Equipo            | Encuentros | Encuentros | Encuentros | Encuentros | Tantos | Tantos | Tantos | PB | Puntos |
| Pos. | Equipo            | PJ         | PG         | PE         | PP         | F      | C      | Dif    | PB | Puntos |
| ---- | ----------------- | ---------- | ---------- | ---------- | ---------- | ------ | ------ | ------ | -- | ------ |
| 1    | Bristol Bears     | 22         | 17         | 0          | 5          | 615    | 386    | 229    | 13 | 81     |
| 2    | Bedford Blues     | 22         | 14         | 1          | 7          | 640    | 476    | 164    | 16 | 74     |
| 3    | Cornish Pirates   | 22         | 14         | 3          | 5          | 606    | 464    | 142    | 12 | 74     |
| 4    | London Welsh      | 22         | 13         | 2          | 7          | 528    | 432    | 96     | 11 | 67     |
| 5    | Nottingham RFC    | 22         | 12         | 2          | 8          | 599    | 465    | 134    | 10 | 62     |
| 6    | Leeds Carnegie    | 22         | 13         | 1          | 8          | 470    | 505    | –35    | 6  | 60     |
| 7    | Rotherham Titans  | 22         | 11         | 1          | 10         | 469    | 431    | 38     | 11 | 57     |
| 8    | Doncaster Knights | 22         | 9          | 2          | 11         | 467    | 524    | –57    | 10 | 50     |
| 9    | London Scottish   | 22         | 6          | 0          | 16         | 422    | 543    | –121   | 10 | 34     |
| 10   | Moseley RFC       | 22         | 6          | 1          | 15         | 445    | 634    | –189   | 7  | 33     |
| 11   | Plymouth Albion   | 22         | 6          | 0          | 16         | 362    | 528    | –166   | 6  | 30     |
| 12   | Esher RFC         | 22         | 4          | 1          | 17         | 376    | 611    | –235   | 5  | 23     |

|  | Clasificados a segunda fase. |

## Segunda fase

### Grupo A
| Pos. | Equipo            | Encuentros | Encuentros | Encuentros | Encuentros | Tantos | Tantos | Tantos | PB | Puntos |
| Pos. | Equipo            | PJ         | PG         | PE         | PP         | F      | C      | Dif    | PB | Puntos |
| ---- | ----------------- | ---------- | ---------- | ---------- | ---------- | ------ | ------ | ------ | -- | ------ |
| 1    | Bristol Bears     | 6          | 4          | 2          | 0          | 185    | 83     | 102    | 2  | 25     |
| 2    | London Welsh      | 6          | 4          | 1          | 1          | 171    | 127    | 44     | 3  | 23     |
| 3    | Nottingham RFC    | 6          | 2          | 1          | 3          | 152    | 118    | 34     | 2  | 13     |
| 4    | Doncaster Knights | 6          | 0          | 0          | 6          | 66     | 246    | –180   | 1  | 1      |

|}
|  | Semifinalistas. |

### Grupo B
| Pos. | Equipo           | Encuentros | Encuentros | Encuentros | Encuentros | Tantos | Tantos | Tantos | PB | Puntos |
| Pos. | Equipo           | PJ         | PG         | PE         | PP         | F      | C      | Dif    | PB | Puntos |
| ---- | ---------------- | ---------- | ---------- | ---------- | ---------- | ------ | ------ | ------ | -- | ------ |
| 1    | Bedford Blues    | 6          | 4          | 1          | 1          | 155    | 109    | 46     | 3  | 24     |
| 2    | Cornish Pirates  | 6          | 3          | 1          | 2          | 127    | 133    | –6     | 2  | 18     |
| 3    | Leeds Carnegie   | 6          | 2          | 2          | 2          | 124    | 127    | –3     | 2  | 15     |
| 4    | Rotherham Titans | 6          | 1          | 0          | 5          | 88     | 125    | –37    | 2  | 6      |

|  | Semifinalistas. |

## Fase final

### Semifinal

#### Semifinal 1
| 4 de mayo de 2012 | Bedford Blues | 3 - 13 | London Welsh |  |  |

| 13 de mayo de 2012 | London Welsh | 17 - 24 | Bedford Blues |  |  |

#### Semifinal 2
| 7 de mayo de 2012 | Cornish Pirates | 45 - 24 | Bristol Bears |  |  |

| 13 de mayo de 2012 | Bristol Bears | 29 - 18 | Cornish Pirates |  |  |

### Final
| 23 de mayo de 2012 | Cornish Pirates | 21 - 37 | London Welsh |  |  |

| 30 de mayo de 2012 | London Welsh | 29 - 20 | Cornish Pirates |  |  |

| Bandera de Inglaterra |
| Campeón London Welsh  |
| Primer título         |